# Olafur Eliasson
Olafur Eliasson (Copenhaguen, 1967) és un artista danès contemporani que es va criar a Islàndia i viu i treballa a Berlín.
Eliasson va estudiar a la Reial Acadèmia de les Arts de Copenhaguen entre 1989 i 1995. Va representar a Dinamarca en la Biennal de Venècia de 2003 i ha exposat en diversos museus i galeries d'art internacionals, incloent el Museu Nacional Centre d'Art Reina Sofia de Madrid el 2003, i la Tate Modern a Londres, on va estar exposat el seu gegantí Weather Project.
La seva obra explora la relació entre naturalesa i tecnologia, on a vegades elements com la temperatura, l'olor o l'aire es converteixen en part de l'escultura quan es representen en un context artístic.

## Premis i reconeixements
Eliasson va rebre el Premi Joan Miró, atorgat per la Fundació Joan Miró de Barcelona amb el patrocini de Caixa Girona, l'any 2007. Considerant el jurat com un dels artistes més importants i compromesos amb el seu treball del nostre temps.